# Alessio Romero
Alessio Romero, pseudonimo di Rodrigo Rangel Cervera (Città del Messico, 9 aprile 1971), è un attore pornografico messicano.

## Biografia
Nato e cresciuto a Città del Messico, dopo gli studi al Colegio La Salle all'età di 19 anni si trasferisce a Los Angeles, dove studia presso il Chaffey College di Rancho Cucamonga. Per diversi anni lavora nel campo della pubblicità, prima di decidere di lavorare come attore pornografico.
Debutta nella pornografia gay relativamente tardi, attorno ai 37 anni, partecipando al film Green Door prodotto da Mustang, in cui aveva come partner Samuel Colt. Nel corso degli anni ha lavorato per Titan Media, Falcon Studios, Raging Stallion Studios, Lucas Entertainment, Hot House Entertainment. È considerato un esempio del genere del "sesso macho" enfaticamente ipermascolino.
Romero collabora anche per vari siti web, tra cui Kink, e lavora come live performer e escort. Nel 2011 ha vinto il Grabby Awards per la Hottest Cum Scene recitando con Árpád Miklós, Samuel Colt e Brenn Wyson. Come attore bear ottiene successo nel film Gym Gloryhole. Grazie alla sua recitazione ottiene due nomination ai GayVN Awards 2018 per la miglior scena bear e come miglior attore bear nella categoria Fan award.

## Filmografia
- Green Door (Mustang) (2009)
- Anal Assault (Titan Media) (2009)

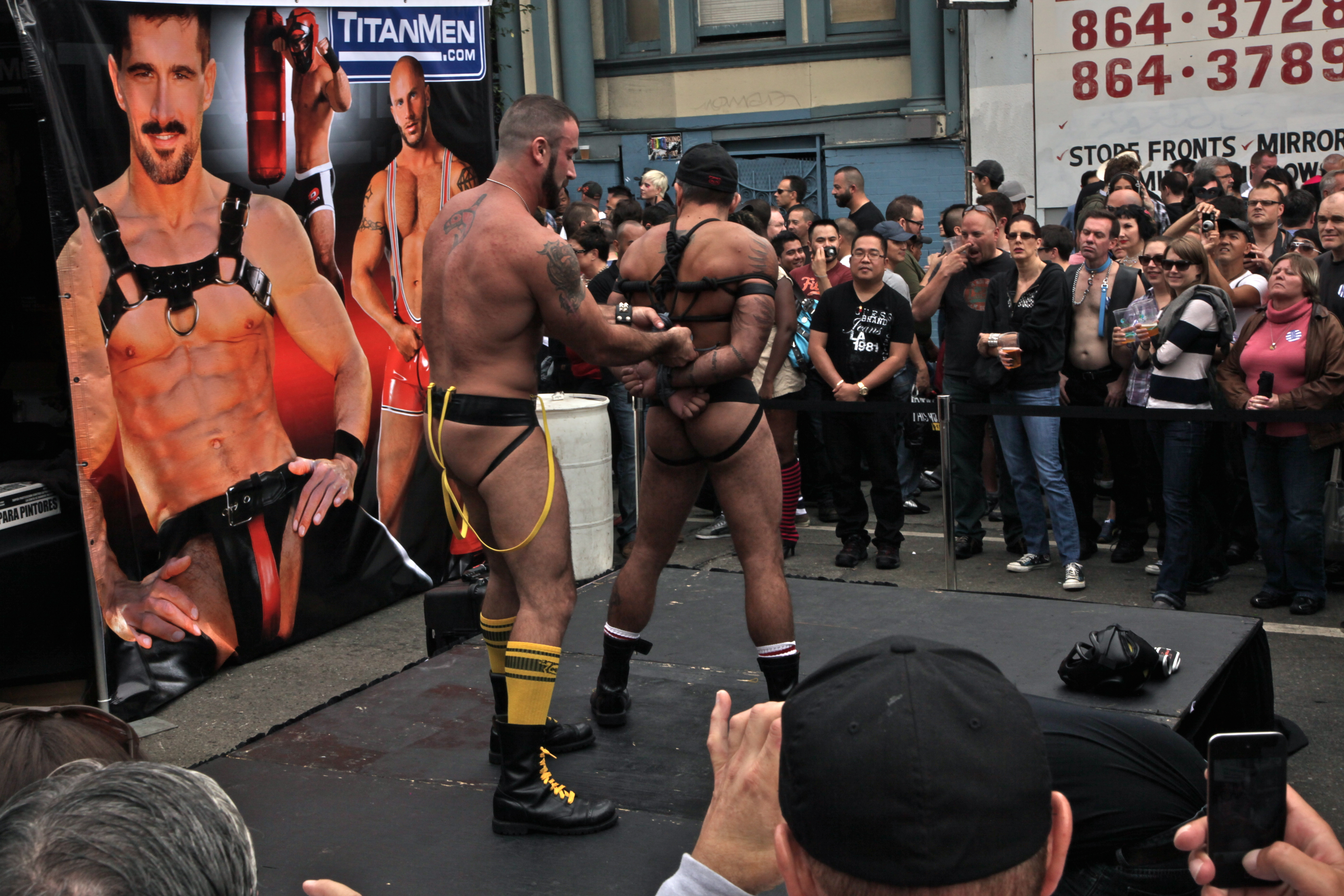
Alessio Romero e Spencer Reed alla Folsom Street Fair del 2011.

- Bound and Beaten (Titan Media) (2009)
- Darkroom (Mustang) (2009)
- Playing With Fire 4 (Channel 1 Releasing) (2009)
- Up Yours 2 (Hothouse Entertainment) (2009)
- Wrist Wranglers (Hothouse Entertainment) (2010)
- Code Yellow: Piss In My Mouth (Raging Stallion) (2010)
- Crotch Rocket (Falcon Studios) (2010)
- Filthy Fuckers (Titan Media) (2010)
- Hard Friction 2 (Raging Stallion) (2010)
- Laid-Off (Mustang) (2010)
- Man Up (Falcon Studios) (2010)
- Muscle Fuckers (Jake Cruise Productions) (2010)
- Piss Pigs (Lucas Entertainment) (2010)
- Steven Daigle: Stalked (Channel 1 Releasing) (2010)
- Stockroom (Titan Media) (2010)
- Tales of the Arabian Nights 3: Arab Heat (Raging Stallion) (2010)
- Dog Fight (Raging Stallion) (2011)
- Edger 9: Race To The Edge (Raging Stallion) (2011)
- Eye Contact (Lucas Entertainment) (2011)
- Consent (Titan Media) (2011)
- Foot Action! (Lucas Entertainment) (2011)
- Full Fetish: The Men of Recon (Titan Media) (2011)
- I'm Gettin' Pissed (Channel 1 Releasing) (2011)
- Indecent Encounters (Raging Stallion) (2011)
- Institutional Encounters (Raging Stallion) (2011)
- Live Sex (Raging Stallion) (2011)
- Men in Suits: Gentlemen 1 (Lucas Entertainment) (2011)
- Piss On Me (Lucas Entertainment) (2011)
- Fucking Junior (Cocksure Studios) (2012)
- Fuckin' Around the House (Lavender Lounge Studios) (2012)
- Pissed and Probed (Titan Media) (2012)
- Hoodies (Raging Stallion) (2013)

## Premi

### Vinti
- Grabby Awards 2011 – Hottest Cum Scene (con Árpád Miklós, Samuel Colt e Brenn Wyson)[4]
- International Escort Awards - Best Tattoos[5]

### Candidature
- GayVN Awards 2010 - Best Newcomer
- Grabby Awards 2010 - Best Three Way (con Dayton O'Connor e Johnny Hazzard) in Playing with Fire: 4 Alarm
- JRL Gay Adult Film Awards - Best Threesome Scene of the Year (con Dayton O'Connor e Johnny Hazzard) in Playing with Fire: 4 Alarm
- GayVN Awards 2018 - Best Bear Scene, per Gym Gloryhole (2017)
- GayVN Awards 2018 - Fan Award: Favorite Bear